# خبز ارزی
نصر بن احمد بصری شهرت‌یافته به خُبز أرزی (؟ -۹۳۸م) (نسب:ابوالحسن نصر بن احمد بن نصر بن مأمون خُبزأرزی) شاعر عربی عراقی بود. او دانش‌ناآموخته و اهل بصره بود، آنجا به نانوایی می‌پرداخت به‌ویژه نان برنجی می‌پخت، از این رو به خُبز أرزی (به‌عربی، انتساب به نان برنجی معنا می‌دهد) شهرت یافت. مردم نزد او گردمی‌آمدند و او شعرهایش را می‌خواند. خبزِ اَرزی به بغداد رفت و مدت‌ها در باب خراسان اقامت داشت. در ۳۲۷ق درگذشت. دیوان اشعار او به‌دست ابن لنکک جمع‌آوری شد.
ثعالبی در یتیمة الدهر نوشته که جوانان در نانوایی او ازدحام می‌کردند و پیشی می‌جستند تا غزلیاتش را بشنوند.